# Teoría de la formación racial

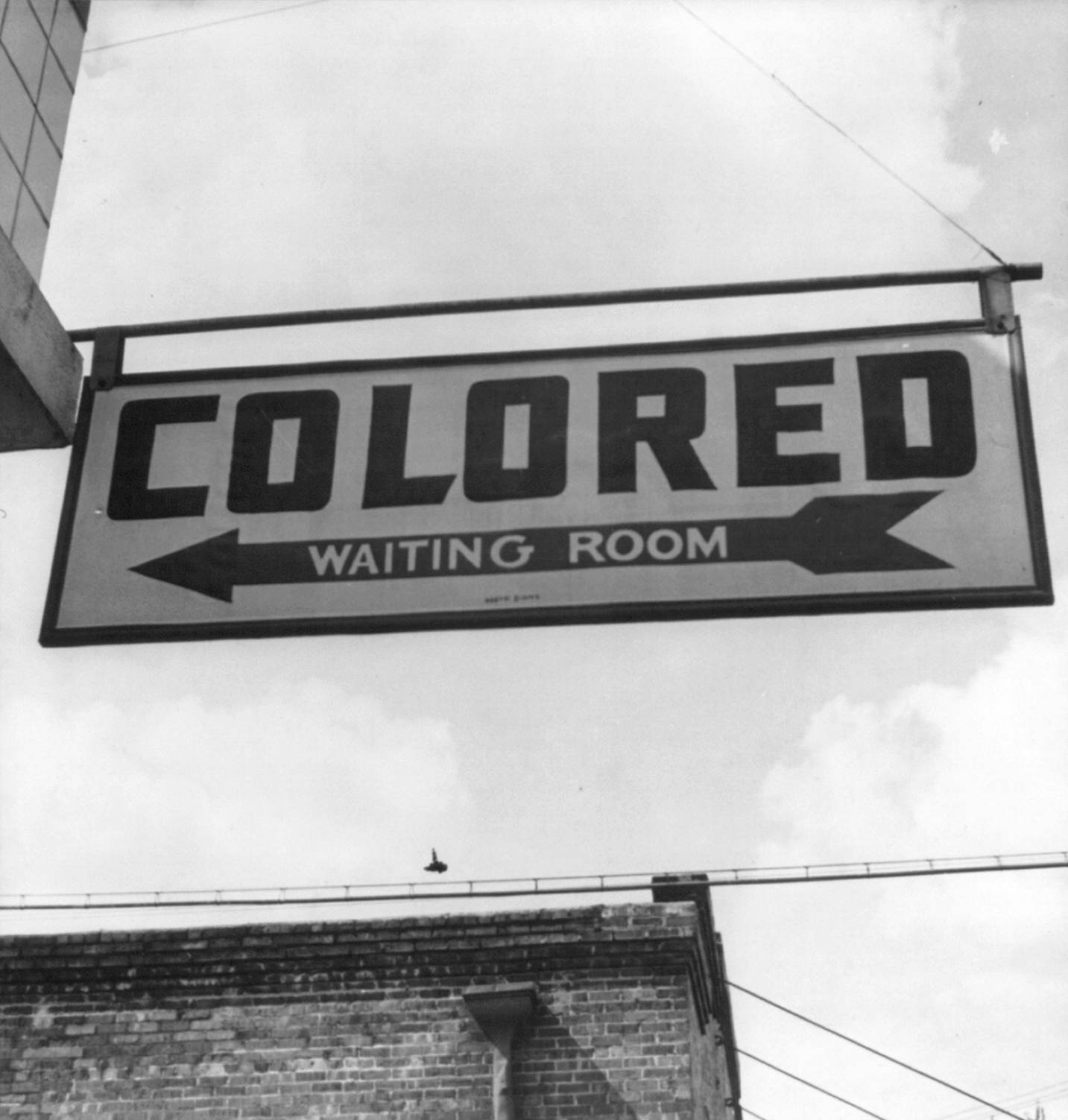
Anuncio estadounidense de segregación hacia las personas no-blancas en 1943.

La teoría de la formación racial es una herramienta analítica en sociología, desarrollado por Michael Omi y Howard Winant, quienes suelen observar a la raza como una identidad construida socialmente, en donde el contenido y la importancia de categorías raciales está determinada por las fuerzas sociales, económicas y políticas. A diferencia de otras teorías de la raza tradicionales, "[En el punto de vista de Omi y Winant], los significados raciales impregnan la sociedad de EE.UU., extendiendo la organización de identidades raciales individuales en la estructuración de la acción política colectiva en el terreno del estado".

## Concepto de raza
Para ahondar más allá el tema de la formación racial, es importante explorar la cuestión de lo que la "raza" es. La teoría de formación racial es un marco conceptual que tiene como objetivo deconstruir la raza. Para hacer esto, los autores primero exploran el desarrollo histórico de la raza como una construcción social fluida y dinámica. Esto va en contra de los discursos dominantes sobre la raza, los cuales ven a la raza como algo estático y como un concepto no-cambiante basado puramente en criterios físicos y genéticos.
En lugar de proclamar que la raza es algo concreto, en donde la biología personal y la crianza de la persona forman la identidad racial, Omi y Winant sugieren que la carrera es algo fluido, en donde "el orden racial está organizado y aplicado por la continuidad y reciprocidad entre micro-nivel y macro-nivel de relaciones sociales".
En torno a esta definición, el "micro-nivel" de las relaciones sociales se refiere a "las formas en que nos entendemos e interactuamos con los demás, la estructuración de nuestra actividad práctica en el trabajo y la familia, como ciudadanos y como pensadores", básicamente, las interacciones individuales de una persona con otras personas.
El "macro-nivel" de las relaciones sociales se refieren a las estructuras sociales e ideologías comunes de una sociedad. Las estructuras sociales pertinentes incluyen organizaciones colectivas como negocios, los medios de comunicación, y el gobierno. Las ideologías comunes incluyen las creencias estereotípicas y culturales sobre la raza, la clase, la sexualidad y el género.
Omi y Winant también creen que "la raza es un complejo inestable y 'descentrado' de significados sociales transformados constantemente por la lucha política". Debido a esto, las personas pueden impugnar constantemente la definición de raza tanto en el nivel micro como en el macro.

## Funciones y origen de discriminación racial
A lo largo de la historia moderna, las personas han asignado una identidad basada en la raza, tanto como un medio para distinguir un grupo de otro, pero más importante como un medio de control. La cultura dominante asigna identidad a los grupos minoritarios como un medio para separarlos, disminuir su estatus y mantener el control sobre ellos. A menudo, esta distinción se hace simplemente sobre la base del color de la piel. A través de este mecanismo de asignación de identidad, la raza se convierte en un arma política de la mayoría que tiene varios efectos limitantes en el grupo oprimido: 
- Determina la libertad de movimiento dentro de la sociedad.
- Limita la movilidad ascendente de clase a clase.
- Prohíbe o minimiza la ganancia económica.
- Tiene un impacto psicológico en cómo el individuo oprimido se percibe a sí mismo y existe dentro de los límites de las expectativas sociales limitantes que se le han impuesto.

### Origen del racismo como justificación para etnocentrismo
Omi y Winant argumentan que el concepto de raza se desarrolló gradualmente y fue creado para justificar y explicar la desigualdad y el genocidio característicos de la colonización europea. La expropiación de la propiedad, la negación de los derechos políticos, la introducción de la esclavitud y otras formas de trabajo coercitivo, así como el exterminio absoluto, presuponen una cosmovisión que distingue a los europeos de "otros". Tal visión del mundo era necesaria para explicar por qué algunos deberían ser "libres" y otros esclavizados, por qué algunos tenían derechos a la tierra y otros no. La raza y la interpretación de las diferencias raciales fueron factores centrales en esa cosmovisión.
La necesidad de una justificación para la discriminación racial institucionalizada condujo al marco "esencialista biológico". En este marco, los estadounidenses blancos europeos eran vistos como nacidos inherentemente superiores. Los debates religiosos también estallaron sobre el papel de la raza en las definiciones de humanidad: "Los argumentos tuvieron lugar sobre la creación misma, mientras las teorías de la poligénesis cuestionaban si Dios había hecho solo una especie de humanidad ('monogénesis')".

En su libro Formación Racial, Omi y Winant presentan la raza como un fenómeno relativamente reciente en los Estados Unidos. Describen cómo la raza se establece en la conciencia social, incluso sin que nadie tenga una intención explícita de perpetuarla:
Todos aprenden alguna combinación, alguna versión, de las reglas de clasificación racial y de su propia identidad racial, a menudo sin enseñanza obvia o inculcación consciente. La raza se convierte en "sentido común", una forma de comprender, explicar y actuar en el mundo.

### La raza fue legitimada a través de ciencia
También hubo una preocupación científica por la idea de la raza. A lo largo de los siglos XIX y XX en particular, algunos de los científicos más respetados de la época abordaron la cuestión de la superioridad racial. Muchos de ellos llegaron a la conclusión de que los europeos blancos eran, de hecho, superiores en base a estudios sobre todo, desde la capacidad craneal hasta el darwinismo social.
Este debate científico no fue, sin embargo, puramente académico. Era un ícono central de la fascinación pública, a menudo en las revistas populares de la época. Incluso hoy en día, los científicos todavía están trabajando para encontrar una base genética para la categorización racial. Ninguno de estos esfuerzos ha tenido éxito en definir la raza de una manera empírica y objetiva.
La teoría de la formación racial examina la raza como una dinámica con barreras estructurales inherentes, ideologías y acciones individuales, mientras que el esencialista biológico entiende la deficiencia individual como la base de la marginación opresión racial.

## Una perspectiva de formación racial
Según Omi y Winant, se necesita una "perspectiva de formación racial" para explicar la raza como "un campo autónomo de conflicto social, organizaciones políticas y significado cultural/ideológico". La segunda parte de su libro es un elaboración de esta perspectiva de formación racial.
Omi y Winant definen la "formación racial" como "el proceso por el cual las fuerzas sociales, económicas y políticas determinan el contenido y la importancia de las categorías raciales, y por el cual, a su vez, están formados por significados raciales". La perspectiva de la formación racial enfatiza en qué medida la raza es una construcción social y política que opera en dos niveles, la micro (identidad individual) y la macro (estructura social colectiva). Los dos niveles interactúan para formar un movimiento social racial cuando los individuos en el nivel micro se movilizan en respuesta a la injusticia racial política en el nivel macro.

### La raza vista desde la perspectiva de la formación racial
Convertirse en ciudadano de esta sociedad es el proceso de aprender a ver la raza, es decir, a atribuir significados y cualidades sociales a características biológicas que de otra manera no tienen sentido. Y a su vez, la conciencia de la raza figura centralmente en la construcción de un cuerpo colectivo de conocimiento sin el cual no podríamos darle sentido al mundo que nos rodea, un cuerpo de conocimiento que Omi y Winant llaman "sentido común racial". Eso describe las asociaciones que hacemos entre las características individuales, preferencias, comportamientos y actitudes, y una apariencia física particular o la pertenencia a un grupo percibido.

### La formación racial guía las expectativas
Esas expectativas guiarán todas nuestras interacciones diarias.  Las personas que no se desempeñan de acuerdo con nuestras expectativas raciales interrumpen este proceso de nivel micro. Omi y Winant proporcionan varios ejemplos ilustrativos de esta interrupción de las expectativas:
Cuando se violan nuestras expectativas raciales, nuestras reacciones pueden traicionar nuestras "nociones preconcebidas de una estructura social racializada". Hay muchos proyectos raciales dispersos en toda la sociedad que "median entre los medios discursivos o representativos en los que la raza se identifica y significa, por un lado, y las formas institucionales y organizativas en las que está rutinaria y estandarizada, por el otro".